# CDTi Advanced Materials
A CDTi Advanced Materials, Inc. (korábban Clean Diesel Technologies, Inc.) egy amerikai vállalat, amely a nehéz és könnyű dízelüzemű járművek károsanyagkibocsátás-csökkentő rendszereinek biztosítására összpontosít. A vállalatnak két részlege van, köztük a Heavy Duty Diesel Systems divízió, amely a kipufogógázkibocsátás-csökkentő eszközök fejlesztésére és gyártására összpontosít, valamint a Catalyst divízió, amely a kibocsátáscsökkentésre alkalmazott katalizátorok fejlesztésével foglalkozik. A vállalat két saját fejlesztésű és szabadalmaztatott szellemi tulajdonnal rendelkezik, köztük az MPC-vel, egy katalizátorgyártási eljárással, és a Platinum Plusszal, egy dízelben oldódó adalékanyaggal. Termékeik megkapták az Egyesült Államok Környezetvédelmi Ügynökségének ("EPA") hitelesítését, és széles körben alkalmazzák őket az autópályákon közlekedő gépjárművek motorjaiban.
A CDTi 1996-ban alakult, székhelye a kaliforniai Venturában található. Annak ellenére, hogy az USA-ban van az alaptevékenysége, Kanadában, Franciaországban, Japánban és Svédországban is tevékenykedik. A vállalat és leányvállalatai 2012 szeptemberében nevet változtattak CDTi-re, és ezen a néven működnek. A világszerte egyre jelentősebbé váló kipufogógázszennyezés-ellenőrzési helyzet miatt a vállalat belső égésű motorokhoz kínál eszközöket. Bevétele 2012-ben 60,5 millió dollárt tett ki, a Katalizátor üzletágban 40,5%-os növekedéssel.
2013 decemberében a Purifilter(R)EGR termék és annak off-road változata, a Purifilter(R)OR, amelyeket a kipufogógáz-kibocsátás szabályozására kifejlesztett MPC technológia alkalmazásával fejlesztettek ki, megkapta az Egyesült Államok Környezetvédelmi Ügynökségének jóváhagyását, amely jelezte, hogy a terméket az Egyesült Államokban a nehéz országúti motorok többségében használni kell.

## Fordítás
Ez a szócikk részben vagy egészben  a   Clean Diesel Technologies című angol Wikipédia-szócikk ezen változatának fordításán alapul.  Az eredeti cikk szerkesztőit annak laptörténete sorolja fel. Ez a jelzés csupán a megfogalmazás eredetét és a szerzői jogokat jelzi, nem szolgál a cikkben szereplő információk forrásmegjelöléseként.